# Безопасност (филм, 2020)
„Безопасност“ (на английски: Safety) е американска биографична спортна драма от 2020 година, базиран на историята на футболния играч Рей Макелратбей. Режисиран от Реджиналд Хъдлин, продуциран от Марк Циарди, по сценарий на Ник Сантора, главната роля се изпълняват от Джей Рийвс. Филмът е пуснат по Дисни+ на 11 декември 2020 г.